# Agència dels Estats de Bengala
L'agència dels Estats de Bengala fou una entitat administrativa britànica de caràcter polític a l'Índia. Estava formada per tres estats sota autoritat del governador de Bengala:
- Cooch Behar
- Mayurbhanj
- Tripura

El 1933 fou agregada a l'agència dels Estats Orientals.